# Bitka za Melitopol
Bitka za Melitopol je bila vojaški spopad med oboroženimi silami Ukrajine in Rusije v mestu Melitopol v Zaporoški oblasti. Bila je del južnoukrajinske ofenzive v okviru ruske invazije na Ukrajino leta 2022. Ruske sile so mesto napadle 25. februarja in ga po hudih bojih zavzele 1. marca. Po koncu bitke so prebivalci organizirali ulične proteste proti vojaški okupaciji. 11. marca so ruske enote aretirale mestnega župana, ker ni želel sodelovati, vendar so ga 16. marca izpustile v zameno za devet ruskih vojnih ujetnikov.

## Ozadje
Melitopol je drugo največje mesto v Zaporoški oblasti za njenim glavnim mestom Zaporožjem. Mesto leži ob reki Moločna, ki teče skozi vzhodni rob mesta v Moločnji Liman, ki se na koncu izliva v Azovsko morje. Mesto ima približno 150.768 prebivalcev (ocena 2021).
Mesto leži na križišču dveh glavnih evropskih avtocest, skozi mesto pa poteka tudi elektrificirana železniška proga mednarodnega pomena. Pred rusko okupacijo Krima leta 2014 je 80 % potniških vlakov, ki so vozili na polotok, vozilo skozi mesto, poleti pa je cestni promet dosegal 45.000 vozil na dan. 
Nadzor nad mestom bi ruskim enotam omogočil napredovanje proti Berdjansku in nato proti Mariupolu, s čimer bi vzpostavili kopensko povezavo med Krimom in Donecko ljudsko republiko.

## Bitka
25. februarja 2022 ob 10:30 naj bi ruske sile med hudimi spopadi vstopile v Melitopol. Po besedah guvernerja Zaporoške oblasti Oleksandra Staruha so izstrelki zadeli stanovanjske hiše, na ulicah pa so potekali hudi spopadi, na spletu so se pojavile slike vojaške opreme na ulici Lomonosova, lokalni prebivalci očividci pa so pripovedovali o spopadih. Poškodovane so bile tudi zasebne hiše na območju ulice Piščanska.
Kasneje zjutraj je prišlo do oklepniškega napada, ki je povzročil požar, na ulicah pa so ostale sledi vozil in zgoreli avtomobili. Po neuradnih podatkih so bili obstreljevani uradi lokalnega mestnega sveta, na posnetku kamere pa je bilo videti, kako so na glavno mestno ulico pripeljali tanki. Med spopadom naj bi ruske sile streljale na mestno bolnišnico, natančneje na onkološki center, pri čemer so bili ubiti štirje ljudje, deset pa jih je bilo ranjenih.
Vodstvo mesta naj bi mesto 25. februarja predalo, saj so ruske sile zavzele mesto. Ukrajinske sile so pozneje začele protinapad na mesto, pri čemer so domačini poročali o obstreljevanju in tankih z ruskimi državnimi zastavami na ulicah. Rusija je 26. februarja zatrdila, da je mesto zavzela, čeprav je britanski minister za oborožene sile James Heappey dejal, da je mesto še vedno pod ukrajinskim nadzorom.
Kasneje, 26. februarja, so ruske sile na upravnih stavbah v mestu izobesile ruske zastave. Staruh je navedel, da se spopadi v mestu še vedno nadaljujejo, poročali pa so tudi o spopadih z lokalnimi obrambnimi silami. Povedal je tudi, da so se spopadi med ruskimi in ukrajinskimi vojaki nadaljevali tudi ponoči, pri čemer je bilo ranjenih 14 ukrajinskih vojakov. Po besedah župana Ivana Fedorova je bila motena oskrba s komunalnimi storitvami in poškodovana lokalna onkološka klinika.
27. februarja so ruske enote obstreljevale območja v mestu in okolici. Občani so poročali, da so okoli 5. ure zjutraj v nekaterih predelih mesta slišali streljanje, ponoči pa naj bi bile ustanovljene enote s 150 ljudmi, ki naj bi patruljirale po ulicah in se »borile« proti množičnemu plenjenju. Naslednji dan, 28. februarja, je ukrajinska državna služba za izredne razmere v Zaporoški oblasti sporočila, da so ruski zračni napadi in obstreljevanje poškodovali zgradbe reševalne enote in uničili nekaj reševalne opreme. Lokalne obrambne sile so čez dan ponovno zavzele stavbo mestne hiše, župan Ivan Fedorov pa je dejal, da so ruske enote ob prvem zavzetju uničile velik del stavbe. Poročila o množičnem ropanju trgovin so se nadaljevala.
1. marca so se ruske sile po kratkem premoru začele pripravljati na nadaljevanje napada na Melitopol in druga mesta. Župan je pozneje izjavil, da se Melitopol »ni predal«, ampak so ga ruske sile uspešno zasedle. Fedorov je opozoril tudi na humanitarne razmere v mestu in dejal, da imajo ljudje težave pri dvigovanju denarja v bankah, državljane pa je pozval, naj racionalizirajo zaloge, saj še vedno niso rešene težave z dopolnjevanjem zalog bencina, dizelskega goriva, plina ter hrane in zdravil. Uradnik Ministrstva za obrambo Združenih držav Amerike je prav tako potrdil, da so ruske sile ponovno zavzele Melitopol.

## Posledice
Po padcu mesta je Melitopol zasedla ruska vojska. Med rusko okupacijo mesta je prišlo do številnih protestov.
Mestni svet Melitopola je 13. marca izjavil, da »okupacijske enote Ruske federacije poskušajo nezakonito vzpostaviti okupacijsko upravo mesta Melitopol«. Ukrajinsko generalno tožilko Irino Venediktovo je pozval, naj začne predkazenski postopek proti Danilčenkovi in njeni stranki Opozicijski blok zaradi veleizdaje. Ukrajinska pravda je poročala, da je ruska vojska ugrabila predsednika okrožnega sveta Melitopola Sergija Prijmo in poskušala ugrabiti sekretarja mestnega sveta Romana Romanova. Medtem je bilo opaziti ruska vojaška vozila, ki so prek zvočnikov sporočala, da so prepovedana zborovanja in demonstracije ter da je od 18:00 do 6:00 ure uvedena policijska ura.
Ukrajina trdi, da ruske sile na območju Melitopola uporabljajo tanke T-62.